# Lactarius brunneoviolaceus
Lactarius brunneoviolaceus é um fungo que pertence ao gênero de cogumelos Lactarius na ordem Russulales. Encontrado na Europa, foi descrito cientificamente por M. P. Christ. em 1941.